# Dicranophorus epicharis
Dicranophorus epicharis är en hjuldjursart som beskrevs av Harry K. Harring och Myers 1928. Dicranophorus epicharis ingår i släktet Dicranophorus och familjen Dicranophoridae. Arten är reproducerande i Sverige. Inga underarter finns listade i Catalogue of Life.